# 梭峪乡
梭峪乡，是中华人民共和国山西省太原市古交市下辖的一个乡镇级行政单位。

## 行政区划
梭峪乡下辖以下地区：
长峁社区、狮河口社区、梭峪村、炉峪口村、会立村、李家沟村、白家沟村、长港村、九龙塔村和杏林坪村。